# Hieracium furvescens
Hieracium furvescens es una especie de planta con flor del género Hieracium, de la familia Asteraceae, orden Asterales.

## Distribución
Hieracium furvescens se distribuye por Islandia, Noruega, Suecia y Rusia.

## Taxonomía
Fue descrita científicamente por (Dahlst.) Omang.
Tratamiento taxonómico
La especie aparece registrada y publicada en Nyt Mag. Naturvidensk.